# Пояна-Аюдулуй
Пояна-Аюдулуй (рум. Poiana Aiudului) — село у повіті Алба в Румунії. Входить до складу комуни Лівезіле.
Село розташоване на відстані 289 км на північний захід від Бухареста, 32 км на північ від Алба-Юлії, 45 км на південь від Клуж-Напоки.

## Населення
За даними перепису населення 2002 року у селі проживали 409 осіб, усі — румуни. Усі жителі села рідною мовою назвали румунську.